# Risonanza (chimica)
In chimica, si ha risonanza (o mesomeria) quando più formule, dette formule limite, concorrono a definire la vera struttura di una molecola. Viene simbolizzata con una freccia a due punte.

## Descrizione
L'esempio più classico di risonanza è quello che descrive la struttura del benzene e (più in generale) dei composti aromatici.
La struttura del benzene non è infatti quella di un ipotetico "cicloesatriene" con singoli e doppi legami alternati lungo l'anello. L'anello del benzene ha la forma di un esagono regolare e distanze di legame intermedie tra quelle tipiche di un legame singolo C-C ed un legame doppio C=C che non oscillano nel tempo. La vera struttura del benzene si pone a metà strada tra le due possibili formule cicliche a legami singoli e doppi alternati; si dice pertanto che è un ibrido di risonanza tra le due formule limite.
Il contributo che ogni singola formula limite dà all'ibrido di risonanza è direttamente proporzionale alla stabilità della formula stessa. In effetti, alla struttura del benzene contribuiscono anche altre formule limite non indicate sopra (le formule di Dewar e di Ladenburg), il cui contributo è però minimo rispetto alle due indicate (attribuite a Kekulé).
La risonanza è un grande fattore di stabilità sia per le molecole, che per i radicali, che per gli ioni. Attraverso la risonanza un radicale o uno ione vengono stabilizzati per via della dispersione della carica elettrica o della delocalizzazione dell'elettrone spaiato che ne consegue. Il guadagno in stabilità viene sovente espresso in termini di energia di risonanza.
La risonanza spiega, ad esempio, l'enorme differenza di comportamento tra il cicloesanolo ed il fenolo. Tra i due, solo quest'ultimo manifesta un comportamento acido proprio perché l'anione che si forma dopo la perdita dello ione idrogeno è stabilizzato dalla risonanza attraverso la dispersione della carica negativa sull'intero anello aromatico.
Ancora, è la risonanza che conferisce il comportamento acido al gruppo carbossilico -COOH disperdendo la carica negativa sui due atomi di ossigeno del gruppo e rendendo assolutamente equivalenti i due atomi di ossigeno dello ione carbossilato
Moltissimi anioni inorganici esistono sotto forma di strutture risonanti. Ad esempio lo ione nitrato, NO3-, e quello solfato, SO42-, posseggono strutture limite in cui alternativamente ogni atomo di ossigeno possiede la carica negativa. Il risultato finale consiste nella delocalizzazione della carica su tutti gli atomi di ossigeno presenti.